# Scolosanthus moanus
Scolosanthus moanus är en måreväxtart som beskrevs av Attila L. Borhidi och O.Muniz. Scolosanthus moanus ingår i släktet Scolosanthus och familjen måreväxter. Inga underarter finns listade i Catalogue of Life.